# David Monies
David Monies (født 3. juni 1812 i København, død 29. april 1894 på Frederiksberg) var en dansk portræt- og genremaler. Han var sin tids mest efterspurgte portrætmaler.

## Uddannelse
Monies var søn af jødiske forældre, Salomon Monies (1786-1853) og Frederikke født Soldin (1781-1858). Faderen var indvandret fra Holland, mens moderen var fra København. Da faderen, som havde været velhavende, under krigsårene 1807-14 forarmedes under Statsbankerotten 1813, voksede sønnerne op i fattigdom. I faderens lille cigarfabrik måtte han og brødrene arbejde med, dels ved forfærdigelsen af cigarerne, dels ved at sælge dem på gader og stræder.
Dog fik Monies allerede i sit 12. år (1824) adgang til Kunstakademiets skoler, vandt 1827 den lille og 1832 den store sølvmedalje. Samtidig var han elev af J.L. Lund og begyndte tidligt at male og udstille portrætter. I dette fag fik han sin største betydning som kunstner. Foruden en mængde privatportrætter, blandt hvilke mandsportrætterne gennemgående synes at have været de bedste både i henseende til form og karakteristik, kan nævnes nogle af mere bekendte personligheder, således af lægen J.D. Herholdt, hvilket allerede 1833 vakte opmærksomhed for den unge kunstner, og af skuespillerne P.J. Frydendahl, Ferdinand Lindgreen og Carl Winsløw, hvis udprægede åsyn er gengivet med kraft og sandhed i form og farve. 
Et i hans senere alder (1873) malet portræt af Ludvig Phister, som brændte ved Christiansborgs brand 1884, lignede godt og var godt gennemført i modelleringen, men usandt i farven, da kunstnerens øjne allerede den gang var svækkede. Hans dameportrætter var ret elegante, men som oftest flatterede, dvs. udviskede i karakteristik og lighed, og konventionelle efter tidens mode i gengivelsen, navnlig af busten.
Lige så tidligt (1833) optrådte Monies som genremaler, skønt hans første billede nærmest var en række portrætfigurer af kammerater, et emnevalg, der jævnlig forekom i genremaleriets første tid i Danmark. Det kaldtes En Kunstner, som spøger med en Bondepige, medens hendes Fader sover, i Baggrunden andre Kunstnere, som tegne og male efter Naturen. Det var portrætter af Louis Gurlitt, Niels Simonsen, Asmus Kaufmann, F.C. Kiærskou, Peter Raadsig og Just Jerndorff.

## Rejser
I 1833 indsendte han to portrætter til Akademiets bedømmelse, for at få anbefaling til at søge Fonden ad usus publicos om rejseunderstøttelse. Akademiet, fandt "ualmindelige Anlæg" hos kunstneren, men "kunde ønske en strængere Tegning". Det rådede ham fra at rejse og hellere at lægge sig efter tegning ved Akademiet selv. Et portræt af lægen J.D. Herboldt (1833) vakte – sammen med de nævnte genrestykker – opmærksomhed for den unge kunstner.
I 1835 indstillede institutionen ham til rejseunderstøttelse, dog i rækkefølge efter Wilhelm Marstrand og Louis Gurlitt. Monies havde dog tjent så godt på sine billeder, at han samme år rejste til München for egen regning. Året efter modtog han så rejseunderstøttelsen (400 Rbdl.) fra Fonden ad usus publicos og var et par års tid udenlands i alt. Et billede, To Børn ved et Vandløb (1838), gjorde megen lykke, også Erindring fra Danseboden (1849, Kunstforeningen) udmærkede sig ved heldig form og farve. Andre billeder, Konfirmanden, Pengebrevet, En Skovtur (Den Kongelige Malerisamling) og flere, var vel prægede af et vist lune, der tiltalte mange, men ikke altid heldige i valg af typer eller i kolorit. På grænsen af historiemaleri stod hans Episode af Troppernes Hjemkomst (1850, Frederiksborgmuseet), der karakteristisk gengiver øjeblikkets dobbelte stemning, glæde og vemod. Et forsøg på at male større billeder af jødefolkets historie mislykkedes derimod, i det den samme kunstner, der modellerede et portræthoved så godt, deri var mærkværdig tom i gengivelsen af hovederne og broget i farven.

## Familie
Monies ægtede 14. november 1837 Bolette Jacobsen (1810-1889), datter af købmand Isak Jacobsen og Sara født Heimann. Han blev 1847 agreèret, 1848 medlem af Akademiet som portrætmaler, 1859 titulær professor og havde 1867 Det det Anckerske Rejselegat. 1874 blev han Ridder af Dannebrog og 1892 Dannebrogsmand. Efter at hans arbejder i de senere år havde fået en vis svaghed i farven, bevarede han dog sin arbejdslyst og udstillede indtil sin høje alder.
Han er portrætteret i to selvportrætter 1835 og senere (i familieeje) og selvportræt (hos udstillingskomiteen på Charlottenborg). Tegninger af Bernhard Olsen (med Anton Melbye) og af J.V. Gertner 1854 (Frederiksborgmuseet). Maleri af C.A. Jensen 1834 (forsvundet). Træsnit 1875 efter fotografi.
Monies er begravet på Mosaisk Vestre Begravelsesplads.

## Værker

### Genrestykker
- Jægeren (1833, solgt på Butterfields 19. november 1997 som lot nr. 4134)[3]
- Nørrevold set fra hjørnet af Tornebuskegade (ca. 1845, Københavns Museum)
- Episode fra soldaternes hjemkomst i septemberdagene 1849 (1850, Frederiksborgmuseet)
- Vægteren på nytårsvisit, køkkenscene (1855, Statens Museum for Kunst)
- Et kaffeselskab ved et skovløberhus (udstillet 1856, Statens Museum for Kunst)
- En køkkenscene (1861, Thorvaldsens Museum)
- Interiør fra en høkerbutik (ca. 1865, Københavns Museum)
- Varme kartofler (1867, Göteborgs Konstmuseum)
- En tjenestepige viser sin kærestes portræt til en grønthandlerske (1880, Statens Museum for Kunst)
- Herskabsfrue gransker tjenestepigens skudsmålsbog (1880'erne)
- Charlottenlund Skov med et af de gamle beværtningstelte (KUNSTEN Museum of Modern Art Aalborg )
- Alderdom og ungdom (ARoS Aarhus Kunstmuseum)
- Huslejeopkrævning (solgt på Sotheby's London, 27. marts 1990 som lot nr. 83)[4]

### Portrætter
| - I.H. Ruben (ca. 1830, familieeje) - Skuespilleren Caroline Nielsen (ca. 1830, Det Kongelige Teater) - Professor, dr.med. J.D. Herholdt (1832, Statens Museum for Kunst) - Overrabiner Abraham Alexander Wolff (1833, Frederiksborgmuseet) - Skuespilleren Carl Winsløw (1834, Det Kongelige Teater) - Selvportræt (München 1835) - Skuespilleren Ferdinand Lindgreen (1837, Det Kongelige Teater) - Etatsråd, rådmand William Frederik Duntzfelt (udstillet 1838, Københavns Museum) - Etatsrådinde Duntzfeldt (udateret, Trapholt, deponeret på Museet på Koldinghus) - Syngemester Giuseppe Siboni (1838, Frederiksborgmuseet) - Skuespiller P.J. Frydendahl (1838, Det Kongelige Teater) - Slotspræst J.H. Paulli (ca. 1838, to versioner) - Bog- og papirhandler Herman Bing (ca. 1840) - Biskop H.L. Martensen (udstillet 1842) - Arkitekt, professor G.F. Hetsch (1843, Frederiksborgmuseet, ca. 1844, Kunstakademiet) - Stæderdeputeret Thomas Funder (1845) - Skuespiller Ferdinand Hoppe (tilskrevet, 1845, Det Kongelige Teater) - Kong Frederik VII (1847, Frederiksborgmuseet) - Arkitekt, kgl. bygningsinspektør Jørgen Hansen Koch (1848, Kunstakademiet) - Maler, professor J.P. Møller (medlemsstykke 1848, Kunstakademiet) - Højesteretsassessor Claus Christian Schiønning (1850, Frederiksborgmuseet) | - Overhofmarskal Waldemar Tully Oxholm (1850, familieeje) - Grevinde Danner (1850, Jægerspris Slot) - Gehejmekonferensråd Carl Vilhelm Raben-Levetzau (1851, privateje) - Kammerherre Christian Rønnenkamp (1851) - General Johannes Harbou (1852, familieeje) - Grosserer Lazarus Moses Melchior (1855, familieeje) - Carl Vilhelm Raben-Levetzau (1857, privateje) - Skuespillerinde Anna Nielsen (1857, Det Kongelige Teater) - Fabrikant Meyer Herman Bing (1860) - Skuespiller Nicolai Peter Nielsen (1862, Det Kongelige Teater) - Interiør med portræt af malerens døtre (1865, privateje, solgt på Bruun Rasmussen Kunstauktioner Vejle, 14. august 14 1998 som lot nr. 11) - Professor i anatomi Sophus August Vilhelm Stein (1866 eller 1868, Frederiksborgmuseet) - Forfatter J.C. Chr. Brosbøll (Carit Etlar) (1867, Frederiksborgmuseet) - Maler F.C. Kiærskou (1867) - Boghandler A.F. Høst (1867) - Waldemar Tully Oxholm (1867, familieeje) - Skuespilleren Ludvig Phister (1873, brændt på Christiansborg Slot 1884) - Arkitekt, professor J.D. Herholdt (1880, Frederiksborgmuseet) - Michael Nathan (1880, Kunstakademiet) - Rosette Nathan, f. Wulff (Kunstakademiet) - Simon Aron Eibeschütz (Kunstakademiet) - Hedevig Margrethe Thomsen, f. Jürgensen (Statens Museum for Kunst) - Fru Eckegreen (privateje, solgt på Bruun Rasmussen Kunstauktioner Havnen 2. november 2011 som lot nr. 1074) - Grosserer Isaac W. Heyman (privateje) - Hattemager Moritz Rothenborg (privateje) - Johan Frederik Vilhelm Schlegel (også litografi) - Ubekendt herre i sort jakke, stort blåligt silketørklæde og blå frakke (privateje, solgt på Bruun Rasmussen Kunstauktioner 19. april 2007 som lot nr. 432) - To andre selvportrætter (det ene hos udstillingskommiteen, Charlottenborg) - Kopi af portræt af Peter Hersleb Classen den ældre (Museet i Frederiksværk) |

Desuden repræsenteret i Teatermuseet i Hofteatret, Øregaard Museum, Malmö Museum og Københavns Universitet.

### Litografier
- Frantz Bülow, efter egen tegning[5]
- Constantin Brun[5]
- Johan Frederik Vilhelm Schlegel (1833)[5]
- Orla Lehmann (1841)[5]
- Salomon Ahron Jacobson efter C.A. Jensen[7]

Grafik og tegninger i Den Kongelige Kobberstiksamling og Den Hirschsprungske Samling

## Billeder
| - Litografier af David Monies - H.G. Clausen, 1832 - Anders Sandøe Ørsted, 1833 - J.F.V. Schlegel, 1833 - Constantin Brun, 1833 - B.S. Ingemann, 1834 - Christian Winther, 1835 - Henrik Hertz, 1837 - Orla Lehmann, 1840 - Hans Lassen Martensen, 1841 |

| - Andre værker af David Monies - J.D. Herholdt, 1832 - Gammel kone med sit strikketøj, ca. 1850 - Et kaffeselskab ved et skovløberhus, 1853/54 - Vægteren på nytårsvisit. Køkkenscene, 1855 - Bondestueinteriør med figurer, ca. 1858 - En tjenestepige viser sin kærestes portræt til en grønthandlerske, 1880 - Æblerov Ukendt dato - Johan Rubring Harboe, assistenshusforvalter Ukendt dato - Sophie Stramboe Ukendt dato |